# Полинезийско мореплаване
Традиционното полинезийско мореплаване е използвано в продължение на хилядолетия за осъществяването на дълги пътувания до малки населени острови с помощта на навигационни техники и знание, предавано от уста на уста и често под формата на песни. Най-общо, всеки остров е имал гилдия от мореплаватели, които са били с изключително висок статут – във времена на глад и трудности те са можели да търгуват или да евакуират хората си на съседни острови.
Полинезийското мореплаване е прилагало навигационни методи и инструменти, които предшестват тези на европейските мореплаватели (например секстанта и морския хронометър от 18 век). Полинезийците са разчитали силно и на прякото наблюдение, и на устно предавания опит. Както навигационните техники, така и методите за построяване на кану с допълнителни външни поплавъци са били пазени в тайна от членовете на гилдията, но при съвременното им възраждане тези умения биват записвани и публикувани.

## Навигационни устройства
Съществуват най-различни традиционни полинезийски устройства за навигация и/или преподаване на навигация. Сред тях са таблици, пространствени изображения на острови и условията около тях, както и навигационни инструменти, измерващи височината на небесните обекти. Използват се и други методи, като например песни и истории за лесно запомняне на свойствата на звездите, островите и плавателните пътища.